# Pinehurst (Carolina do Norte)
Pinehurst é uma vila localizada no estado norte-americano de Carolina do Norte, no Condado de Moore.

## Demografia
Segundo o censo norte-americano de 2000, a sua população era de 9706 habitantes.
Em 2006, foi estimada uma população de 11.830, um aumento de 2124 (21.9%).

## Geografia
De acordo com o United States Census Bureau tem uma área de
38,6 km², dos quais 37,1 km² cobertos por terra e 1,5 km² cobertos por água.

## Localidades na vizinhança
O diagrama seguinte representa as localidades num raio de 12 km ao redor de Pinehurst.